# Agathe Habyarimana
Agathe Habyarimana (ur. 1 listopada 1942 jako Agathe Kanziga) – wdowa po prezydencie Rwandy Juvénalu Habyarimanie.
W dniu 6 kwietnia 1994 roku jej mąż – prezydent Juvénal Habyarimana zginął w zamachu. W trzy dni po jego śmierci została wywieziona samolotem z Rwandy przez wojska francuskie. Wystąpiła z wnioskiem o przyznanie francuskiego obywatelstwa. Jej prośba o azyl została odrzucona, jednak pozostała we Francji. Prokuratura Rwandy wydała międzynarodowy nakaz aresztowania pod zarzutem zbrodni ludobójstwa. Została aresztowana 2 marca 2010 roku potem ją zwolniono. We wrześniu 2011 roku francuski sąd apelacyjny nie zgodził się na jej ekstradycję.
W sierpniu 2021 r. paryski sąd apelacyjny uznał za „niedopuszczalny” wniosek o zwolnienie Agathe Habyarimana, podejrzanej o udział w ludobójstwie popełnionym na Tutsi w Rwandzie w 1994 r. i objętym śledztwem we Francji od 2008 r..